# Obergiesing-Fasangarten
Obergiesing-Fasangarten, Stadtbezirk 17 Obergiesing-Fasangarten – 17. okręg administracyjny Monachium, w Niemczech, w kraju związkowym Bawaria. W 2013 roku okręg zamieszkiwało 51 499 mieszkańców. Zgodnie z nazwą obejmuje górną część historycznego Giesing, natomiast dolna część znajduje się w Untergiesing-Harlaching. W dzielnicy znajduje się więzienie Stadelheim i neogotycki kościół św. Krzyża (Heilig-Kreuz), oraz stacja kolejowa München-Giesing.

## Zobacz też

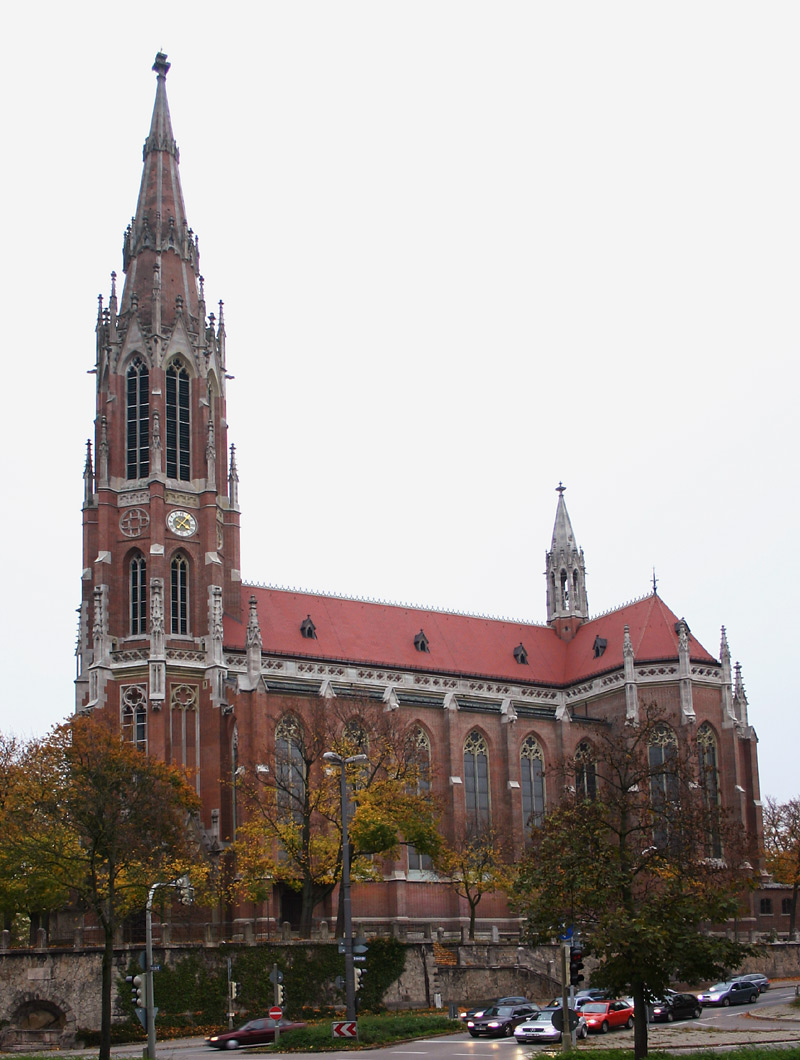
Kościół św. Krzyża (Heilig-Kreuz)